# Classique de Saint-Sébastien 1988
La 8e édition de la Classique de Saint-Sébastien a lieu le 13 août 1988. Elle est remportée par le Néerlandais Gert-Jan Theunisse, de l'équipe PDM.

## Classement final
| Place | Coureur             | Équipe             | Temps           |
| ----- | ------------------- | ------------------ | --------------- |
| 1     | Gert-Jan Theunisse  | PDM-Concorde       | 6 h 09 min 36 s |
| 2     | Enrique Aja         | Teka               | m.t.            |
| 3     | Steven Rooks        | PDM-Concorde       | à 6 s           |
| 4     | Marino Lejarreta    | Caja Rural-Orbea   | m.t.            |
| 5     | Andreas Kappes      | Toshiba            | à 37 s          |
| 6     | Miguel Induráin     | Reynolds-Pinarello | m.t.            |
| 7     | Jesús Blanco Villar | Teka               | m.t.            |
| 8     | Raúl Alcalá         | 7 Eleven           | m.t.            |
| 9     | Ludo Peeters        | Superconfex-Yoko   | m.t.            |
| 10    | Michael Wilson      | Weinmann-La Suisse | m.t.            |